# Свети Ђурађ (Бирда)
Свети Ђурађ (Сенђурађ, Шенђурац, рум. Sângeorge) је насељено место у општини Бирда, која припада округу Тимиш у Румунији. Насеље је значајно по присутној српској националној мањини у Румунији.
Село Свети Ђурађ везано је за истоимени оближњи српски православни манастир Свети Ђурађ.

## Положај насеља
Село Свети Ђурађ се налази у источном, румунском Банату, на 20 км Србије и од граничног прелаза код Ватина. Село се налази на левој обали Брзаве, на месту где равничарски део Баната прелази у заталасана побрежја.

## Историја
Насеље некад називано Камерални или Ераријални Св. Ђурађ помиње се у средњем веку. По "Румунској енциклопедији" подаци из 1319. и 1333. године сведоче о постојању "Villa Sancti Georgii". Ту се 1332—1336. године налази римокатоличка плебанија, у којој се узима папски десетак. Године 1399. извесни Јаков Сенђурђевски убио је Јована Ослана у Сенђурској нурији. Ближи се време када ће село постати спахилук. Већ 1389. године жупани Тренчанске Зволенске жупаније дадоше у замену своја добра у Крашовској, Ковинској, Тамишкој и Арадској жупанији, за Жорноцу и и друга имања у жупанији Борш. Франко Толоци ковински жупан је тражио истрагу поводом отимања добара Николе Кеуке у Сентђурђу, које је починио Никола Пирих сродник Николе Маћедонца. Напокон краљ Матија 1471. године Сентђурађ и друга имања Сери Посафија, доделио је Михајлу Орсагу и сродницима његовими породици Надажди Онгора. Тада је Сенђурађ био и царинарница.
Са доласком Турака, мађарско становништво се помера северно, а пристижу избеглице са Балкана. Манастир православни Светог Ђурђа ниче код истоименог села, али са друге, десне стране реке Брзаве. Подигао је исти 1487. године српски деспот Јован Бранковић, за Србе који су ту дошли. Нови талас насељавања Срба у опустеле пределе уследио је око 1503. године, вођен од стране угарског владара Јована Корвина. Тада је основана православна манастирска парохија. Село је вековима имало српски етнички карактер. Године 1880. пописано је у месту 347 Срба и 121 Румун.
Село је након прогона Турака из Баната 1716. године остало насељено. Било је те године пописано 30 кућа, а општина је била у саставу Чаковачког дистрикта (среза). На тадашњим картама (18. века) се види село на обали Брзаве, усред великих шума. Уследило је насељавање становника Срба и Румуна. Срби су се доселили из Бачке, из Парабућа 1820. године, а 1730. године ту се дотерани Румуни и то проблематични становници банатских села: Егреша, Ходоња, Мунаре, Комлоша и Секешута. Помињу се по Барањију 1737. године "влашке" разбојничке чете које "зулумћаре" око тог места. Аустријски царски ревизор Ерлер је 1774. године констатовао да у "Синђорђу" (Шенђурцу) живе измешани Срби и Власи.

## Становништво
По последњем попису из 2002. године село Свети Ђурађ имало је 507 становника. Последњих деценија број становништва опада.
Село је некада било претежно насељено Србима, али су после више колонизација румунског становништва они данас постали мањина. Национални састав на појединим пописима био је следећи:
| Година пописа | 1910. год.  | 1992. год.  | 2002. год.  |
| Укупно ст.    | 603         | 576         | 507         |
| Срби          | 489 (81,1%) | 109 (18,9%) | 66 (13,0%)  |
| Румуни        | 91 (15,1%)  | 399 (69,2%) | 340 (67,1%) |
| Роми          | - (0,0%)    | 12 (2,1%)   | 47 (9,3%)   |
| остали        | 23 (3,8%)   | 56 (9,7%)   | 54 (10,7%)  |